# Jenni Scoble
Pas d'image ? Cliquez ici

a Compétitions nationales et continentales officielles uniquement.

b Matchs officiels uniquement.
Dernière mise à jour le 23 mars 2025.
Jenni Scoble, née le 28 mars 1993 à Cardiff (pays de Galles), est une joueuse internationale galloise de rugby à XV évoluant au poste de pilier.

## Biographie
Jenni Scoble naît le 28 mars 1993 à Cardiff au pays de Galles.
En 2025, elle joue pour la franchise du Gwalia Lightning.
Elle n'a, début 2025, qu'une sélection en équipe du pays de Galles quand elle est retenue pour le Tournoi des Six Nations sous les couleurs de son pays.